# Крхка играчка
Крхка играчка је југословенски филм из 1973. године. Режирао га је Иван Хетрих, а сценарио је писао Јожа Хорват.

## Улоге
| Глумац             | Улога |
| ------------------ | ----- |
| Марија Алексић     |       |
| Џевад Алибеговић   |       |
| Јадранка Матковић  |       |
| Драган Миливојевић |       |
| Никша Стефанини    |       |
| Звонимир Торјанац  |       |